# Charles Edmond Knox

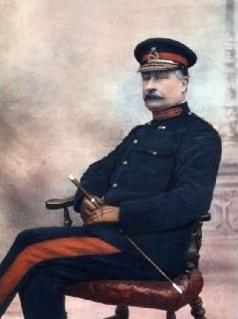
Generalleutnant Charles Edward Knox

Sir Charles Edmond Knox, KCB (* 29. September 1846; † 1. November 1938) war ein britischer Offizier und zuletzt Generalleutnant der British Army.

## Leben
Charles Edmond Knox war der älteste Sohn und das dritte von fünf Kindern des Geistlichen der Church of Ireland Most Reverend Robert Knox (1808–1893), der von 1849 bis 1886 Bischof von Down, Connor and Dromore sowie zwischen 1886 und seinem Tode 1893 Erzbischof von Armagh war, und dessen Ehefrau Catherine Delia Fitzgibbon. Seine Schwester Evelyn Katherine Isabel Knox war mit Generalmajor Sir Robert Fanshawe verheiratet war, der von 1915 bis 1918 Kommandeur der 48th (South Midland) Division sowie zwischen 1918 und 1919 Kommandeur der 69th (2nd East Anglian) Division war.
Er selbst absolvierte nach dem Besuch des renommierten Eton College eine Offiziersausbildung am Royal Military College Sandhurst (RMCS) und wurde nach dem Abschluss 1880 als Leutnant (Second Lieutenant) in das Linieninfanterieregiment 85th Regiment of Foot (Bucks Volunteers) übernommen, wobei das Offizierspatent durch Kauf erworben wurde. Nach der Auflösung des ursprünglichen Regiments wechselte er 1881 zum Linieninfanterieregiment King’s Shropshire Light Infantry und begleitete Generalmajor Charles Warren 1884 bei dessen Expedition nach Betschuanaland, aus dem 1885 das Protektorat Britisch-Betschuanaland wurde. Nach verschiedenen Verwendungen als Offizier und Stabsoffizier nahm er am Zweiten Burenkrieg (1899 bis 1902) teil, in dem er schwer verwundet wurde. Er wurde am 29. November 1900 zum Knight Commander des militärischen Zweiges des Order of the Bath (KCB (Mil)) geschlagen, so dass er fortan den Namenszusatz „Sir“ führte. Als Generalmajor (Major-General) war er als Nachfolger von Generalleutnant Neville Lyttelton zwischen Oktober 1902 und seiner Ablösung durch Generalmajor William Franklyn im Mai 1906 Kommandeur der 4. Division (General Officer Commanding, 4th Division), die zu der Zeit zum Heereskommando Süd (Southern Command) gehörte. Zugleich fungierte er zwischen Oktober 1902 und Januar 1906 als Kommandeur der 7. Brigade (Commanding, 7th Brigade), die zur 4. Division gehörte. Er wurde als Kommandeur der 4. Division zum Generalleutnant (Lieutenant-General) befördert. Er wurde zudem als Nachfolger von General Sir Henry de Bathe, 4. Baronet, 1907 Oberst des Linieninfanterieregiments King’s Shropshire Light Infantry und hatte dieses Ehrenamt bis 1921 inne, woraufhin Generalmajor Raymond Northland Revell Reade seine Nachfolge antrat.